# Homegrown
Homegrown (с англ. — «Доморощенный») — сороковой студийный альбом канадского певца и автора песен Нила Янга, изданный 19 июня 2020 года лейблом Reprise. Пластинка записана в период с июня 1974 года по январь 1975, в перерыве между выпуском On the Beach и студийными сессиями Zuma. И вышеупомянутые альбомы, и Homegrown вылились из эмоций после расставания с актрисой Кэрри Снодгресс в 1974 году. Диск был готов к выпуску в 1975 году, но Янг пренебрёг им в пользу Tonight’s the Night. Почти пять десятилетий Homegrown «пролежал на полке». Планировалось опубликовать его в рамках международного Дня музыкального магазина в апреле 2020 года, но праздник перенесли в связи с пандемией COVID-19. Кроме того, Homegrown — часть проекта «Архив Нила Янга».

## История создания
Весной 1974 года Янг записал On the Beach для выпуска в июле. Он переживал сильную депрессию: его близкий друг Дэнни Уиттен умер от передозировки наркотиков, а затем последовала смерть концертного менеджера Crosby, Stills, Nash & Young Брюса Берри по той же причине. Семейная жизнь с актрисой Кэрри Снодгресс на ранчо в Вудсайде разладилась. У их сына Зика, родившегося в 1972 году, диагностировали церебральный паралич. Под влиянием вышеперечисленных событий Янг написал Tonight’s the Night. Из-за «мрачного и безысходного» звучания лейбл пытался убедить Нила перезаписать пластинку, но музыкант категорически отказывался. По мнению биографа Джимми Макдоноу, застой в отношениях Янга и Снодгресс породил «один из величайших периодов в творчестве» певца, длившийся с мая 1974 года по январь следующего. «Песни вытекали как кровь из раны», — подчёркивал Макдоноу. Так, 16 июня на ранчо (там была обустроена студия Broken Arrow Ranch) был записан первый трек Homegrown — «Love Is a Rose».
В июне Янг отправился в турне с Crosby, Stills, Nash & Young. Хотя они выступали на крупных площадках и стадионах, что не совсем нравилось Нилу, тур не окупил расходы на него. Нил отказывался давать интервью, ездил отдельно от группы в доме на колёсах вместе с сыном. Несмотря на проблемы в семье, в туре он представил несколько новых песен, которые он и группа сочинили на ранчо. Одна из таких — «White Line». Янг дебютировал с ней на стадионе Уэмбли, и 12 сентября записал её с Робби Робертсоном из The Band на Ramport Studios в Лондоне.
По окончании турне Снодгресс безуспешно пыталась наладить отношения с Янгом. «Наши посиделки у костра сопровождались тишиной. Нил был очень отчуждённым», — вспоминала актриса. Друзья мужа тоже отдалились от неё: «Я наблюдала, как они шли по дороге в студию. Но ко мне никто не заглядывал. Я чувствовала себя изгоем». В конце октября Нил попросил Кэрри покинуть ранчо; он подарил ей акустическую гитару, на которой сочинял песни для Harvest, «чтобы Зик помнил своего отца». 4 ноября была записана «Vacancy». Спустя пару дней музыкант отправился в Нашвилл, на Quad Studios, студию Эллиота Мэйзера, чтобы записать Homegrown. 11 декабря Янг и группа долго разыгрывались, прежде чем Тим Маллиган нажал кнопку записи и родилась «Separate Ways». В тот же день они записали «Try». За оставшийся месяц были закончены «Star Of Bethlehem» (13 декабря), заглавный трек диска (13 декабря) и «We Don’t Smoke It No More» (31 декабря; записана на ранчо). Заключительные сессии прошли в конце января следующего года на студии The Village в Лос-Анджелесе. 21 января Янг и Бен Кит записали «Mexico», «Florida», «Kansas» и «Little Wing». Певец купил дом на пляже Малибу и всё реже посещал ранчо, хотел сбежать от воспоминаний о Кэрри и её матери (отравилась газом). Последующие недели ушли на сведение и мастеринг альбома. Оформление было поручено приятелю Нила, дизайнеру и иллюстратору Тому Уилксу. Обложки Harvest и Decade — его рук дело. На изображении Homegrown — Янг с трубкой из кукурузного початка и собака. Обложка отражает «причудливый характер и простоту Нила».
После сведения Мэйзер полетел в Великобританию с кассетой Homegrown для главы Island. «[На лейбле] были уверены, что заполучили ещё один альбом-миллионник», — вспоминал Макдоноу. Неожиданно Янг передумал выпускать пластинку. На вечеринке в отеле Шато-Мармон, Лос-Анджелес, где присутствовала «кучка пьяных музыкантов» (Ральф Молина и Билли Тэлбот из Crazy Horse, Ричард Мануил и Рик Данко из The Band), Нил сыграл Homegrown и Tonight’s the Night. «Выпускай последний», — посоветовал Данко. Вторая причина заключалась в том, что Янг отошёл от «эмоциональной наготы» Homegrown — характер песен был «слишком личный», его это отталкивало. Сочиняя их, он чувствовал, что был «на грани, мягко говоря, где-то далеко». Нил сомневался, что альбом когда-нибудь увидит свет: «Эти песни так прекрасны, что я могу прожить и без них». В последующие годы материал пластинки был разобран на другие релизы: «Little Wing» попала в Hawks & Doves, «Star of Bethlehem» — в American Stars ’n Bars и Decade, «Love Is a Rose» — в Decade.

## Список композиций
Все песни написаны Нилом Янгом, кроме «We Don’t Smoke It No More» (Янг, Бен Кит)
| №  | Название         | Длительность |
| -- | ---------------- | ------------ |
| 1. | «Separate Ways»  | 3:33         |
| 2. | «Try»            | 2:47         |
| 3. | «Mexico»         | 1:40         |
| 4. | «Love Is a Rose» | 2:16         |
| 5. | «Homegrown»      | 2:47         |
| 6. | «Florida»        | 2:58         |
| 7. | «Kansas»         | 2:12         |

| №  | Название                    | Длительность |
| -- | --------------------------- | ------------ |
| 1. | «We Don’t Smoke It No More» | 4:50         |
| 2. | «White Line»                | 3:14         |
| 3. | «Vacancy»                   | 3:59         |
| 4. | «Little Wing»               | 2:10         |
| 5. | «Star of Bethlehem»         | 2:42         |

## Чарты
| Чарт (2020)                         | Высшая позиция |
| ----------------------------------- | -------------- |
| Австралия (ARIA)                    | 17             |
| Австрия (Ö3 Austria)                | 3              |
| Бельгия/Фландрия (Ultratop)         | 4              |
| Бельгия/Валлония (Ultratop)         | 8              |
| Канада (Canadian Albums Chart)      | 51             |
| Дания (Hitlisten)                   | 4              |
| Нидерланды (Album Top 100)          | 2              |
| Финляндия (Suomen virallinen lista) | 3              |
| Франция (SNEP)                      | 12             |
| Германия (Offizielle Top 100)       | 4              |
| Венгрия (MAHASZ)                    | 6              |
| Ирландия (Irish Albums Chart)       | 2              |
| Италия (Classifica album)           | 10             |
| Новая Зеландия (RMNZ)               | 5              |
| Норвегия (VG-lista)                 | 2              |
| Португалия (AFP)                    | 7              |
| Шотландия (Scottish Albums Chart)   | 2              |
| Швеция (Sverigetopplistan)          | 6              |
| Швейцария (Schweizer Hitparade)     | 2              |
| Великобритания (UK Albums Chart)    | 2              |
| США (Billboard 200)                 | 17             |

| Чарт (2020)                 | Позиция |
| --------------------------- | ------- |
| Бельгия (Ultratop Flanders) | 121     |